# Erik Bach (politiker)
 For alternative betydninger, se Erik Bach. (Se også artikler, som begynder med Erik Bach)
Erik Bach (født 1959) er en dansk togfører og politiker. I 2008 tog Erik Bach initiativ til stiftelse af Folkesocialistisk Alternativ efter utilfredshed over Socialistisk Folkeparti. Han var før 2008 medlem af SF's hovedbestyrelse, men meldte sig ud af partiet i protest mod dets linje. I 2014 og 2019 opstillede Erik Bach som kandidat for Folkebevægelsen mod EU til Europa-Parlamentet.